# H.C. Baldridge
Henry Clarence Baldridge, född 24 november 1868 i Carlock, Illinois, död 8 juni 1947 i Boise, Idaho, var en amerikansk republikansk politiker. Han var viceguvernör i Idaho 1923–1927 och Idahos guvernör 1927–1931.
Baldridge växte upp i Illinois och flyttade år 1904 till Parma i Idaho. Han blev senare styrelseledamot i Parma State Bank.
År 1923 efterträdde Baldridge Charles C. Moore som viceguvernör. Fyra år senare efterträdde han Moore som guvernör. Baldridge efterträddes sedan år 1931 i guvernörsämbetet av Ben Ross.